# René Vandereycken
René Vandereycken (n. Spalbeek, 22 de julio de 1953) fue un futbolista y entrenador de fútbol belga que entrenó a la selección de fútbol de Bélgica por última vez.

## Biografía
Con 18 años, en 1971, debutó como futbolista con el KSC Hasselt. Jugó durante tres años, aunque fue en 1974 cuando dio el salto al fútbol de élite al fichar por el Club Brujas por siete temporadas. Durante su estancia en el club ganó cinco Primera División de Bélgica, una Copa de Bélgica y una Supercopa de Bélgica. Además jugó la Copa de Campeones de Europa de 1978, donde llegó a jugar la final. Tras un breve paso por el Genoa CFC fichó por el RSC Anderlecht, ganando dos Primera División de Bélgica y una Supercopa de Bélgica. Con el club llegó a jugar la final de la Copa de la UEFA de 1984. También jugó en el SpVgg Blau-Weiß 1890 Berlin y en el KAA Gante, con el que ganó la Segunda División de Bélgica el último año de su carrera como futbolista. Al dejar el club lo entrenó por cuatro años. Además entrenó al Standard Lieja, RWDM, RSC Anderlecht, 1. FSV Maguncia 05, FC Twente, KRC Genk y a la Selección de fútbol de Bélgica desde 2006 hasta 2009.

## Selección nacional
Hizo su debut con la selección de fútbol de Bélgica el 15 de noviembre de 1975 en un partido de clasificación para la Eurocopa 1976 contra Francia. Disputó la Eurocopa 1980, donde llegó a la final, marcando uno de los goles del partido, aunque perdiendo tras los 90 minutos. También jugó la Eurocopa 1984 y la Copa Mundial de Fútbol de 1986 disputada en México. Tras 50 partidos, en los que marcó tres goles, se retiró de la selección en 1986.

## Clubes

### Como futbolista
| Club                        | País     | Año         | Partidos | Goles |
| --------------------------- | -------- | ----------- | -------- | ----- |
| KSC Hasselt                 | Bélgica  | 1971 - 1974 | ¿?       | ¿?    |
| Club Brujas                 | Bélgica  | 1974 - 1981 | 233      | 63    |
| Genoa CFC                   | Italia   | 1981 - 1983 | 28       | 0     |
| RSC Anderlecht              | Bélgica  | 1983 - 1986 | 94       | 13    |
| SpVgg Blau-Weiß 1890 Berlin | Alemania | 1986 - 1987 | 24       | 0     |
| KAA Gante                   | Bélgica  | 1987 - 1989 | 41       | 1     |

### Como entrenador
| Club                           | País         | Año         |
| ------------------------------ | ------------ | ----------- |
| KAA Gante                      | Bélgica      | 1989 - 1993 |
| Standard Lieja                 | Bélgica      | 1993 - 1994 |
| RWDM                           | Bélgica      | 1994 - 1997 |
| RSC Anderlecht                 | Bélgica      | 1997        |
| 1. FSV Maguncia 05             | Alemania     | 2000        |
| FC Twente                      | Países Bajos | 2002 - 2004 |
| KRC Genk                       | Bélgica      | 2004 - 2005 |
| Selección de fútbol de Bélgica | Bélgica      | 2006 - 2009 |

## Palmarés

### Como futbolista

#### Campeonatos nacionales
| Título                      | Club           | País    | Año  |
| --------------------------- | -------------- | ------- | ---- |
| Primera División de Bélgica | Club Brujas    | Bélgica | 1976 |
| Primera División de Bélgica | Club Brujas    | Bélgica | 1977 |
| Primera División de Bélgica | Club Brujas    | Bélgica | 1978 |
| Primera División de Bélgica | Club Brujas    | Bélgica | 1980 |
| Copa de Bélgica             | Club Brujas    | Bélgica | 1977 |
| Supercopa de Bélgica        | Club Brujas    | Bélgica | 1980 |
| Primera División de Bélgica | RSC Anderlecht | Bélgica | 1985 |
| Primera División de Bélgica | RSC Anderlecht | Bélgica | 1986 |
| Supercopa de Bélgica        | RSC Anderlecht | Bélgica | 1985 |
| Segunda División de Bélgica | KAA Gante      | Bélgica | 1989 |